# Gerd Riss
Gerd Riss (* 17. März 1965 in Leutkirch) ist ein ehemaliger deutscher Motorradrennfahrer, der auf der Sandbahn sowohl auf der Kurzstrecke (Speedway) als auch auf der Langstrecke (Langbahn) aktiv war.

## Karriere
1981 startete Gerd Riss in Krumbach mit dem Motorsport. Während seiner aktiven Zeit startete er im Speedway für den MSC Diedenbergen und auf der Langbahn für die Motorsportvereinigung Herxheim.
Achtmal (1991, 1996, 1999, 2001, 2004, 2007, 2008 und 2009) gelang es ihm, den Weltmeistertitel auf der Langbahn zu erringen. Elfmal (1988, 1991, 1994, 1995, 1996, 1997, 1998, 2002, 2004, 2007 und 2009) wurde er deutscher Meister auf der Langbahn, fünfmal (1986, 1991, 1992, 1994 und 1996) deutscher Meister im Speedway. Außerdem wurde er 2007, 2008 und 2009 mit der deutschen Nationalmannschaft Teamweltmeister auf der Langbahn.
Auch stand Gerd Riss als exzellenter Speedwayfahrer mehrmals im Speedway-Weltfinale: 1987 in Amsterdam/NL, 1989 in München-Olympiastadion/D, 1991 in Göteborg/S und 1993 in Pocking/D. 1990 war Riss als Gewinner des Kontinental-Finals in Norden/D (also Europafinale) für das WM-Finale in Bradford/GB qualifiziert, verletzte sich jedoch zuvor und konnte dort nicht teilnehmen. 1990 war Riss also auch Speedway-Europameister. 
Im 1995 eingeführten Speedway-WM Grand Prix trat Riss als Wildcard-Pilot auf: GP Deutschland 1995 Abensberg Platz 4, GP Deutschland 1996 in Pocking, GP Deutschland 1998 in Pocking und GP Tschechien 1998 in Prag/CZ.
Für Deutschland nahm Riss bereits in den 80er Jahren an der Best-Pairs WM teil und stand seit 1986 in der deutschen Speedway-Nationalmannschaft, mit der er an der Team-WM teilnahm.
In der britischen Speedway-Profi-Liga hatte Gerd Riss in den 80er Jahren u. a. einen längeren Kontrakt bei den Ipswich Witches.
Im Mai 2011 beendete er seine Karriere wegen gesundheitlicher Probleme infolge eines schweren Sturzes beim französischen WM-Lauf 2010 in Marmande.

## Persönliches
Der gelernte Zimmerermeister ist verheiratet und hat zwei Söhne. Er lebt mit seiner Familie in Seibranz einem Teilort von Bad Wurzach. Seine beiden Söhne Mark Riss und Erik Riss sind bereits sehr erfolgreich in seine sportlichen Fußstapfen getreten.